# Milena Pérez
Milena Pérez (* 28. Mai 1989) ist eine kubanische Langstreckenläuferin, die sich auf den Hindernislauf spezialisiert hat.

## Sportliche Laufbahn
Erste internationale Erfahrungen sammelte Milena Pérez im Jahr 2009, als sie bei den Panamerikanischen Juniorenmeisterschaften in São Paulo in 17:46,38 min die Silbermedaille im 5000-Meter-Lauf gewann und sich auch über 3000 m Hindernis in 10:20,93 min die Silbermedaille sicherte. Im Jahr darauf gewann sie bei den Zentralamerika- und Karibikmeisterschaften (CAC) in Cali in 10:45,46 min die Silbermedaille im Hindernislauf hinter der Kolumbianerin Ángela Figueroa und 2009 gewann sie auch bei den CAC-Meisterschaften in Havanna in 10:12,96 min die Silbermedaille hinter Figueroa. 2023 belegte sie bei den Zentralamerika- und Karibikspielen in San Salvador in 10:27,92 min den vierten Platz.
2012 wurde Pérez kubanische Meisterin im 5000-Meter-Lauf sowie 2015, 2022 und 2023 über 3000 m Hindernis und 2017 über 2000 m Hindernis.

## Persönliche Bestleistungen
- 5000 Meter: 17:42,92 min, 17. März 2017 in Havanna
- 2000 m Hindernis: 6:42,86 min, 16. März 2017 in Havanna
- 3000 m Hindernis: 9:59,0 min, 30. Mai 2009 in Havanna